# 木田文夫
木田 文夫（きだ ふみお、1908年12月2日 - 1970年2月12日）は、日本の医学者・小児科医。

## 略歴
岡山県出身。東京帝国大学医学部卒。1937年パリ大学に学び、北京大学教授、41年「数種薬物に対する感受性の年齢的差異に関する実験的研究」で東大医学博士。熊本医科大学教授、49年日本医科大学教授。69年同付属病院長。
一般向けの著書でも知られ、「ながら神経症」と言ったことから「ながら族」という流行語が生まれたという。

## 著書
- 『体質の科学』白水社科学選書 1942
- 『遺伝と素質と体質』1944　白水社科学選書
- 『体質医学』学術書院　1946　医学選書
- 『遺伝体質学』雄山閣　1947
- 『体質と神経質 新しい遺伝学・病理学・性格学などのために』金子書房　1947
- 『小児体質学 第1編 (小児の外科的疾患素質)』鳳鳴堂書店　1948　新小児科叢書
- 『体質』平凡社　1948
- 『家族性内科小児科疾患』学術書院　1949
- 『虚弱・病癖児童の教育 よわい小中学生の養護教育のために』金子書房　1949
- 『小児ヒキツケの臨床 よく見る痙攣の鑑別と対象』日本医学雑誌　1949　医家叢書
- 『化学療法の事故と薬物特異』医学書院　1950　医家叢書
- 『ちえの遅れた子供の医学』牧書店　1950　教育科学新書
- 『優生と胎教』実業之日本社　1950　家庭の科学
- 『からだをじょうぶに』小峰書店・小学生文庫、1951
- 『神経衰弱と性格異常』金子書房　1951　教育文庫
- 『弱い子供の育て方』中央公論社　1951
- 『人間はいかに成長するか』毎日新聞社・毎日少年ライブラリー、1952
- 『よい子強い子 育児』アサヒ相談室　朝日新聞社　1953
- 『こども部屋』文芸春秋新社　1955
- 『上手な育児下手な育児 受胎から入学まで』婦人画報社　1955
- 『人体漫歩』朝日新聞社　1956
- 『これからの育児・これからの家庭 母とドクターの協同育児研究』婦人画報社　1957
- 『女の一生の科学』文芸春秋新社　1958
- 『パパの育児学』文芸春秋新社　1962　ポケット文春

## 共編著
- 『健康観察の理論と実際』荷見秋次郎共著　牧書店　1952　健康教育叢書
- 『幼児教育講座』周郷博,三木安正共編　国土社　1955
- 『完全な育児365日』平井信義共著　婦人画報社　1956
- 『小学生の心とからだ』波多野完治共著　牧書店　1957

## 翻訳
- ジャック・ドラリュ『結核』肥田野信共訳　白水社・文庫クセジュ、1952

## 参考
- デジタル版日本人名大事典: